# Ирбитская конка
Ирби́тская ко́нка — линия конно-железной дороги в городе Ирбите, работавшая с 1926 по 1933 год.

## История
В 1926 году в Ирбите была проложена линия конно-железной дороги для перевозки кирпича и хлеба. Трасса конки проходила от улицы Революции по улицам Советской и Елизарьевых до вокзала. С 1927 года осуществлялись и пассажирские перевозки. Движение прекращено в 1933 году.

Рассказ об улице Советской был бы неполным без упоминания о том, что некогда по ней проходила конно-железная дорога — конка. Было это в середине двадцатых годов, когда перевозили кирпич сгоревших корпусов гостиного двора и хлеб с бывшей мельницы Зязина. Рельсы тогда пролегали по Советской от угла улицы Революции до улицы Елизарьевых и вдоль неё до вокзала. Лошадка тихо тянула по рельсам узкоколейки небольшие вагончики. В 1927 году конку приспособили и для пассажирского сообщения. Это был первый в Ирбите общественный транспорт.— Герштейн Я. Л.  В сторону Тобольска